# Elimination Chamber (2013)
Elimination Chamber (2013) — четвёртое по счёту шоу Elimination Chamber, PPV-шоу производства американского рестлинг-промоушна WWE. Шоу прошло 17 февраля 2013 года в «Нью-Орлеан-арене» в городе Новый Орлеан, Луизиана, США.

## Производство

### Предыстория
Elimination Chamber — это шоу, впервые проведенное американским промоушеном WWE в 2010 году. С тех пор оно проводится каждый год, за исключением 2016 года, обычно в феврале. Концепция мероприятия заключается в том, что внутри структуры Elimination Chamber (рус. Ликвидационная камера) проводятся один или два матча, в которых на кону стоят либо чемпионские титулы, либо будущие шансы на чемпионство.
В 2011 году и с 2013 года в Германии это шоу называлось как No Escape, поскольку было высказано опасение, что название «Ликвидационная камера» может напомнить людям о газовых камерах, использовавшихся во время Холокоста.

## Результаты
| #                                 | Поединок                                                                                                  | Тип матча | Время |
| --------------------------------- | --- | --- | ----- |
| Pre-Show                          | Бродус Клэй и Тенсай победили команду Rhodes Scholars (Коди Роудс и Дэмиэн Сэндоу)                        | Командный поединок | 4:06  |
| 1                                 | Альберто Дель Рио (с) (с Рикардо Родригесом) победил Биг Шоу                                              | Одиночный поединок за титул чемпиона мира в тяжёлом весе                                                                            | 13:05 |
| 2                                 | Антонио Сезаро (c) победил Миза по дисквалификации                                                        | Одиночный поединок за титул чемпиона Соединённых Штатов                                                                             | 8:21  |
| 3                                 | Джек Сваггер (с Зебом Колтером) победил Дэниела Брайана, Рэнди Ортона, Марка Генри, Криса Джерико и Кейна | Elimination Chamber матч за тайтл-шот на титул чемпиона мира в тяжёлом весе на Рестлмании 29                                        | 31:18 |
| 4                                 | Щит (Дин Эмброус, Роман Рейнс и Сэт Роллинс) победили Джона Сину, Шеймуса и Райбека                       | Командный поединок три на три | 14:50 |
| 5                                 | Дольф Зигглер (с Эй. Джей Ли и Биг И Лэнгстоном) победил Кофи Кингстона                                   | Одиночный поединок | 3:57  |
| 6                                 | Кейтлин (с) победила Тамину Снуку                                                                         | Одиночный поединок за титул чемпионки Див                                                                                           | 3:16  |
| 7                                 | Скала (с) победил СМ Панка                                                                                | Одиночный поединок за титул чемпиона WWE. Если Скала проиграет матч дисквалификацией или отсчетом, то СМ Панк становится чемпионом. | 20:55 |
| (c) — Чемпион на момент поединка. | | |       |

### Клетка уничтожения
| # вылета   | Рестлер       | # выхода | Уничтожил    | Как уничтожен                                                | Время |
| ---------- | ------------- | -------- | ------------ | ------------------------------------------------------------ | ----- |
| 1          | Дэниел Брайан | 2        | Марк Хенри   | World’s Strongest Slam                                       | 16:35 |
| 2          | Кейн          | 4        | Марк Хенри   | World’s Strongest Slam                                       | 18:22 |
| 3          | Марк Хенри    | 6        | Рэнди Ортон  | Big boot от Сваггера, Codebreaker от Джерико и RKO от Ортона | 23:18 |
| 4          | Крис Джерико  | 1        | Рэнди Ортон  | RKO                                                          | 31:11 |
| 5          | Рэнди Ортон   | 5        | Джек Сваггер | Сворачивание                                                 | 31:18 |
| Победитель | Джек Сваггер  | 3        | …            | …                                                            | …     |